# Estaurácio Plátis

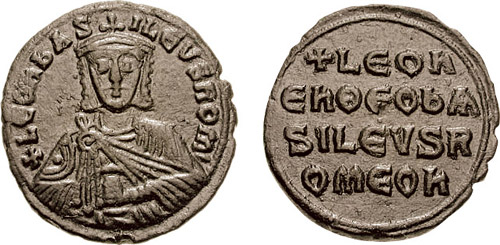
Fólis de r.

Estaurácio Plátis (em grego: Σταυράκιος ὁ Πλατύς; romaniz.: Staurákios ò Platýs) foi um oficial bizantino dos séculos IX e X que serviu como catepano dos mardaítas no Tema Cibirreota em cerca de 910, durante o reinado do imperador Leão VI, o Sábio (r. 886–912).

## Biografia
Estaurácio Plátis é mencionado apenas no Sobre a Administração do Império, um obra compilada em meados do século X pelo imperador Constantino VII Porfirogênito (r. 913–959), segundo a qual, em aproximadamente 909/910, foi o comandante (catepano) do marítimo Tema Cibirreota no sul da Ásia Menor. Ele entrou em choque com Eustácio, ek prosopou (ou estratego) do tema, sobre questões de competência, embora ambos eram protegidos do logóteta do dromo, Himério.
Eustácio escreveu para o imperador Leão VI, o Sábio (r. 886–912) com várias acusações sobre Estaurácio, e conseguiu fazer o último ser reconvocado para Constantinopla, enquanto sua autoridade passou para Eustácio. Caso não tivesse sido demitido por esta época,  Estaurácio possivelmente seria o catepano de nome desconhecido dos mardaítas encarregado com o fornecimento de tripulantes e fundos para a grande expedição naval de Himério em 911, dirigida contra o Emirado de Creta ou as costas da Síria. 5 087 mardaítas do Tema Cibirreota estiveram relatadamente envolvidos.